# Msiri
Mwenda Msiri Ngelengwa Shitambi ou Msiri foi um governante do Reino Ieque. Morreu em 20 de dezembro de 1891.